# Sveti Martin na Muri
Sveti Martin na Muri (tyska: Sankt Martin an der Mur, ungerska: Muraszentmárton) är en kommun och ort i Kroatien. Kommunen ligger i Međimurjes län i mikroregionen Međimurje och har 2 605 invånare (2011). Sveti Martin na Muri är Kroatiens nordligaste kommun och samhället Žabnik (som hör till kommunen) är landets nordligaste plats med bofast befolkning (se Kroatiens ytterpunkter).    

## Administrativ indelning
Utöver tätorten Sveti Martin na Muri räknas följande 13 samhällen till kommunen med samma namn: Brezovec, Čestijanec, Gornji Koncovčak, Gradiščak, Grkaveščak, Jurovčak, Jurovec, Kapelščak, Lapšina, Marof, Toplice Sveti Martin, Vrhovljan och Žabnik.

## Demografi
Av kommunens 2 605 invånare (2011) är 1 303 kvinnor och 1 302 män. En absolut majoritet, 2 538 personer eller 97,42 % av kommuninvånarna, är kroater. Den största etniska minoriteten är slovenerna vars antal uppgår till 44 personer eller 1,68 % av kommunens befolkning. 2 545 personer eller 97,69 % av kommuninvånarna uppgav att de var katoliker i folkräkningen år 2011.

## Näringsliv
Jordbrukssektorn är en viktig näringsgren och i Sveti Martin na Muri tillverkas bland annat vin. Turismen är en viktig inkomstkälla och karaktäriseras av landsbygds- och kurortsturism. I den södra delen av kommunen finns ett termalbad och spainrättning uppförd vid en termalkälla. Vid mura i den norra delen av kommunen erbjuds besökare och turister att färdas med kanot eller båt längs med floden.  